# Legion of Doom
Legion of Doom var en anfallskedja i ishockeylaget Philadelphia Flyers mellan 1995 och 1997, bestående av Eric Lindros, John LeClair och Mikael Renberg. Lagkamraten och centern Jim Montgomery myntade kedjans namn efter en match när han tyckt att trion uppträtt "like the Legion of Doom out there".